# Ptinus ivanensis
Ptinus ivanensis is een keversoort uit de familie klopkevers (Ptinidae). De wetenschappelijke naam van de soort werd in 1902 gepubliceerd door Edmund Reitter.